# کل بروک
کل بروک (انگلیسی: Kell Brook؛ زادهٔ ۳ مهٔ ۱۹۸۶) بوکسور اهل بریتانیا است.